# 84e division d'infanterie (Empire allemand)
La 84e division d'infanterie  est une unité de l'armée allemande qui participe à la Première Guerre mondiale.

## Première Guerre mondiale

### Composition

#### 1915
- 167e brigade d'infanterie

333e régiment d'infanterie
334e régiment d'infanterie
- 168e brigade d'infanterie

335e régiment d'infanterie
336e régiment d'infanterie
- 84e régiment de cavalerie

#### 1916
- 168e brigade d'infanterie

334e régiment d'infanterie
335e régiment d'infanterie
336e régiment d'infanterie
- 84e régiment de cavalerie
- 248e régiment d'artillerie de campagne
- 278e compagnie de pionniers

#### 1917
- 168e brigade d'infanterie

335e régiment d'infanterie
336e régiment d'infanterie
423e régiment d'infanterie
- 1er escadron du 84e régiment de cavalerie
- 54e commandement divisionnaire d'artillerie

248e régiment d'artillerie de campagne

#### 1918
- 168e brigade d'infanterie

335e régiment d'infanterie
336e régiment d'infanterie
423e régiment d'infanterie
- 3e escadron du 16e régiment de dragons
- 54e commandement divisionnaire d'artillerie

248e régiment d'artillerie de campagne
3e bataillon du 25e régiment d'artillerie à pied (8e, 9e et 10e batterie)
- 84e bataillon de pionniers

## Chefs de corps
| Grade           | Nom              | Date                             |
| --------------- | ---------------- | -------------------------------- |
| Generalleutnant | Kurt von Kehler  | 25 juin 1915 - 9 août 1916       |
| Generalmajor    | Max von Hake     | 10 août - 13 septembre 1916      |
| Generalleutnant | Kurt von Kehler  | 14 septembre 1916 - 25 mars 1917 |
| Generalmajor    | Ernst von Reuter | 26 mars 1917 - 20 juin 1918      |
| Generalmajor    | Walter Leu       | 21 juin 1918 - 21 février 1919   |